# Bagaço

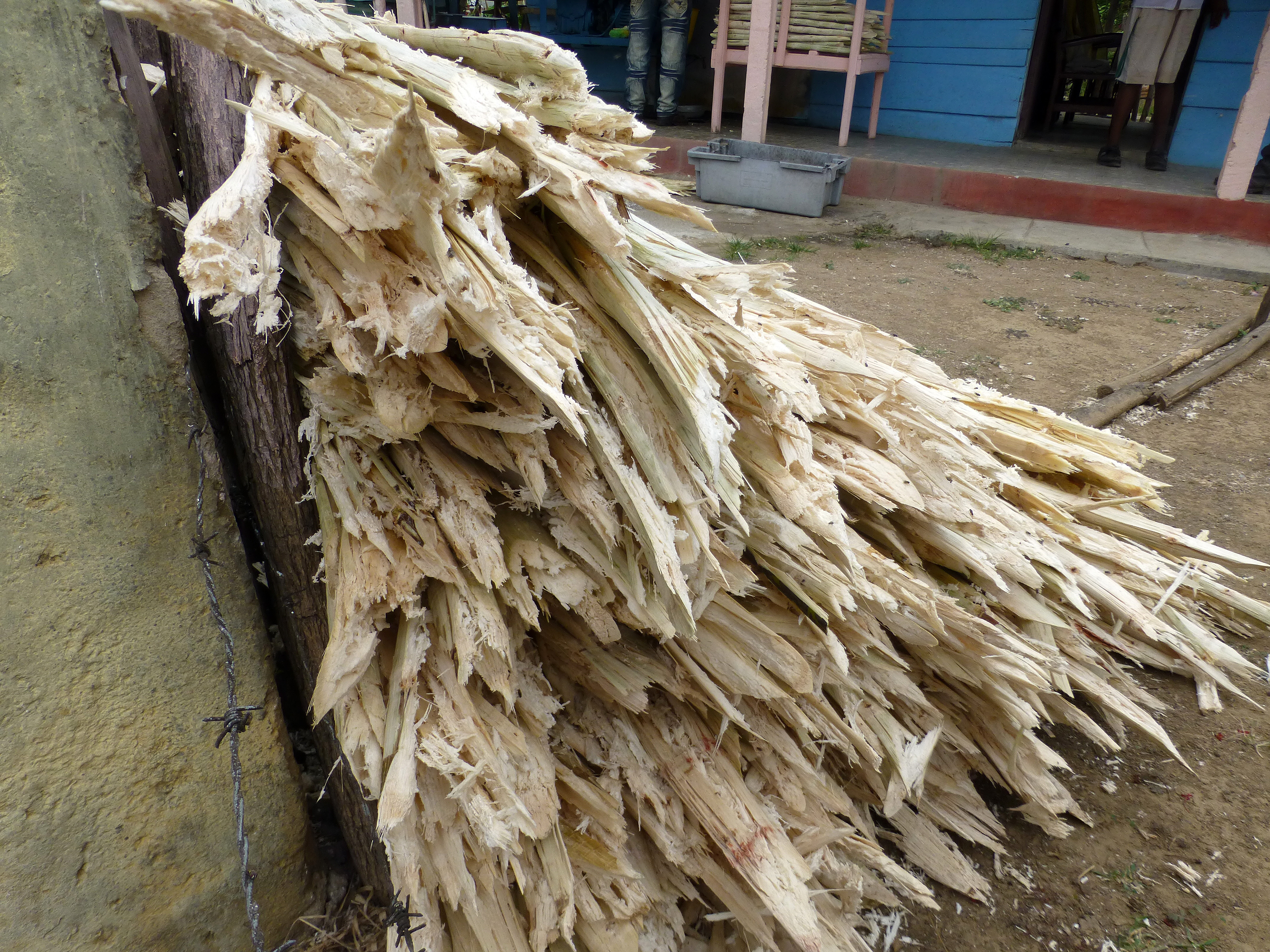
Bagaço da cana-de-açúcar

O bagaço é o resíduo sólido resultante do processo de compressão para a retirada do sumo de um fruto, vegetal ou outra substância.
Na economia, o bagaço é um subproduto que pode ser reaproveitado após a retirada da matéria prima. Exemplos deste quisto são: o bagaço da cana-de-açúcar, utilizado na geração de energia aquando da sua queima em termoelétricas; o bagaço da uva para o preparo da bagaceira ou da Grappa, que utiliza as sobras da fermentação do vinho; o bagaço do milho, utilizado na fabricação de ração animal, bagaço da laranja para produção de álcool,  entre outros.

## Reaproveitamento

### Purificação da água e do ar
No Brasil, o Laboratório Nacional de Tecnologia, que pertence ao Centro Nacional de Pesquisa em Energia e Materiais, desenvolve um projeto destinado a utilizar o bagaço de cana-de-açúcar como um sistemas de purificação da água e do ar.

### Bebida
Em Portugal, a aguardente bagaceira é comumente designada por bagaço, pois é produzida através da fermentação do bagaço das uvas, para a distinguir da aguardente vínica (habitualmente designada por aguardente), em que a fermentação é feita com o sumo e o bagaço e do brandy, bebida espirituosa obtida a partir de aguardentes vínicas, com ou sem adição de destilado de vinho.

### Fibra-cimento
Pesquisadores da Escola de Engenharia de São Carlos, no Brasil, desenvolveram um produto de fibro-cimento para a confecção de caixa d’água, telhas e divisórias, em que na sua composição são utilizados o bagaço de cana-de-açúcar.